# 공정력
공정력(公定力)은 행정행위의 효력 중 하나로, 행정행위가 하자가 있는 경우라도 그 하자가 중대하고 명백하여 당연 무효가 아닌 한, 권한 있는 기관(처분청, 행정심판위원회 또는 수소법원)에 의하여 취소될 때까지 상대방 또는 이해관계인들이 그의 효력을 부인할 수 없는 힘이다. 과거에는 이를 적법성을 추정하는 힘으로 이해했으나, 오늘날에는 이를 잠정적인 유효성 통용력으로 이해한다.

## 인정근거
자기확인설, 국가권위설 등이 주장되었으나, 현재는 연혁적인 의미를 가지는 데 불과하다. 현재의 통설은 행정정책설이다.
2021년에 제정된 행정기본법 제15조는 '처분은 권한이 있는 기관이 취소 또는 철회하거나 기간의 경과 등으로 소멸되기 전까지는 유효한 것으로 통용된다. 다만, 무효인 처분은 처음부터 그 효력이 발생하지 아니한다.'라고 하여 명문의 근거규정이 된다.

## 한계
취소할 수 있는 행정행위에만 인정되며, 당연무효인 행정행위에는 인정되지 않는다. 또한 권력관계에만 인정되고, 비권력적행위, 사법행위, 사실행위에는 인정되지 않는다.

## 입증책임
공정력은 입증책임과 무관하다.

## 판례
- 과세처분이 당연무효가 아닌 경우는 공정력이 있다.[1]
- 시장재건축조합 보상가결정은 공정력 갖는 행정처분 해당하여 권리금 가액이 적다는 사유만으로 보상가액결정이 무효라고 볼 수는 없다.[2]

## 참고 문헌
- 김철용, 행정법, 고시계사, 2012. ISBN 9788958223832

## 같이 보기
- 불가쟁력
- 불가변력
- 기판력
- 구성요건적 효력